# Ghuzluj-e Sofla
Ghuzluj-e Sofla – wieś w Iranie, w ostanie Azerbejdżan Zachodni, w szahrestanie Szahin Deż. W 2006 roku liczyła 171 mieszkańców.